# Stazione di Ochiai (Tokyo)
La Stazione di Ochiai (落合駅?, Ochiai-eki) è una stazione della Metropolitana di Tokyo, si trova nel quartiere di Shinjuku ed è una stazione della linea Tōzai.